# Международная ассоциация вулканологии и химии земных недр
Международная ассоциация вулканологии и химии земных недр (англ. International Association of Volcanology and Chemistry of the Earth’s Interior, IAVCEI) — международное геологическое научное общество, которое специализируется на исследованиях в вулканологии, вулканических катастроф, исследований в смежных науках (геохимия, петрология, геохронология, минералогия, Геофизика) по изучению верхней мантии и коры. Оно является одним из ассоциаций входящих в Международный геодезический и геофизический союз.
Ассоциацией управляет Исполнительный комитет, состав которого меняется каждые четыре года. Исполнительный определяет политику Ассоциации, принимающее их через ряд комиссий и рабочих групп. Бюллетень Вулканологии — журнал IAVCEI.

## История
В 1919 году был основан Международный геодезический и геофизический союз (МГГС) c отделом по Вулканологии был предтечей IAVCEI. Он был официально учрежден на первом Генеральной Ассамблее союза, направленные (Рим, 1922).
В 1930 году на 4 Генеральной Ассамблее МГГС в Стокгольме название было изменено на Международную Ассоциацию Вулканологии (ИФО).
Новый уставов был принят в Хельсинки в 1960 году, пересмотрен в Цюрихе в 1967 году, затем в Канберре в 1979 году.
В 1971 году на 15 Генеральной Ассамблее МГГС в Москве было принято современное название, для более чёткого отличия от Международной Ассоциации Сейсмологии и физики земных недр (IASPEI)..

### Президенты
- A. Riccò
- A. Lacroix
- A. Malladra
- C. A. Ktenas A.
- Michel-Levy
- G. B. Escher
- Ритман, Альфред
- H. Kuno
- Макдональд, Гордон (1967—1971)
- Горшков, Георгий Степанович
- R. W. Decker
- Федотов, Сергей Александрович
- I. G. Gass
- S. Aramaki
- P. Gasparini
- G. Heiken
- R. S. J. Sparks
- O. Navon
- S. Nakada
- R. Cas

## Устав и цели
Задачи ассоциации по уставу:
- Изучение научных проблем, связанных с вулканами и вулканическими процессами, прошлое и настоящее, и химии недр Земли.
- Поощрение, инициирование и координации научных исследований и развития международного сотрудничества в этих исследованиях.
- Развитие вулканологии, для понимания важности наблюдения за активными и потенциально активными вулканами, и оценка вулканической опасности.
- Организация обсуждения и публикация результатов научных исследований по вулканологии и химии недр Земли.

После 1996 года членами IAVCEI стали страны — члены Международного геодезического и геофизического союза.

## Публикации
- Bulletin of Volcanology (Бюллетень вулканологии) — основной журнал ассоциации. Он является продолжением  Bulletin Volcanologique, который начал издаваться в 1922 году.
- Catalogue of the Active Volcanoes of the World (Каталог активных вулканов мира) — в 1924—1967 годах было опубликовано 22 Тома.
- Volcano Number — система, разработанная для Каталога активных вулканов Мира (Catalogue of the Active Volcanoes of the World).

## Награды
- Thorarinsson Medal — медаль Тораринссона, в честь Сигурдур Тораринссон (1912—1983)
- Wager Medal — медаль Вагера, в честь Лаврентия Вагера (1904—1965)
- Krafft Medal — медаль Краффта, в честь Катя Краффт (1942—1991) и Морис Крафт (1946—1991)
- George Walker Awards — награда Джорджа Уокера, в честь Джорджа Уокера (1926—2005)

## Список литературы
1. ↑  IAVCEI About Us. Архивная копия от 20 мая 2000 на Wayback Machine Retrieved 01 Apr 2015.
2. ↑  IUGG Yearbook 2012 (неопр.) // IUGG Yearbook. — International Union of Geodesy and Geophysics. — Т. 2012. — С. 3. — ISSN 1028-3846. Архивировано 18 октября 2012 года.
3. ↑  Schmincke, H.U. IAVCEI: Who we are and what we do (англ.) // Bulletin of Volcanology[англ.] : journal. — Springer, 1995. — June (vol. 57, no. 3). — P. 201—218. — doi:10.1007/BF00265040. — Bibcode: 1995BVol...57..201..